# 2883 Barabashov
2883 Barabashov eller 1978 RG6 är en asteroid i huvudbältet som upptäcktes den 13 september 1978 av den rysk-sovjetiske astronomen Nikolaj Tjernych vid Krims astrofysiska observatorium på Krim. Den har fått sitt namn efter den ukrainsk-sovjetiske astronomen Mykola Barabasjov.
Asteroiden har en diameter på ungefär fyra kilometer.